# Президентские выборы в Беларуси (2006)
Президентские выборы в Республике Беларусь 2006 года — очередные (третьи) выборы президента Беларуси, согласно Постановлению Палаты представителей Национального собрания Республики Беларусь, принятому 16 декабря 2005 года, прошли 19 марта 2006 года. Победил действующий президент Беларуси Александр Лукашенко.
Списки членов инициативных групп должны были быть поданы в Центризбирком не позднее 23 декабря 2005 года. 27 декабря 2005 года началась регистрация инициативных групп всех подавших заявки кандидатов. С 29 декабря 2005 года по 27 января 2006 года был установлен срок сбора подписей избирателей. Срок сдачи подписных листов в территориальные комиссии завершился 27 января 2006 года, а предоставления необходимых документов в Центризбирком — 11 февраля. Регистрация кандидатов состоялась 17 февраля 2006 года во Дворце Республики.
C 18 февраля по 18 марта 2006 года проводилась агитационная кампания.
Расходы на президентские выборы 2006 года составили примерно 20 млрд. белорусских рублей.

## Основные участники
Заявления о регистрации инициативных групп подали 8 кандидатов на пост президента. 27 декабря 2005 года в 12:00 Центризбирком начал регистрировать инициативные группы всех кандидатов, подавших заявки:
- Александр Войтович — бывший председатель Совета Республики Национального собрания Беларуси, бывший президент Национальной академии наук Беларуси. В состав инициативной группы вошли 1 304 человека[11].
- Сергей Гайдукевич — депутат Палаты представителей третьего созыва, руководитель Либерально-демократической партии. В состав инициативной группы вошло 3 073 человека[12].
- Александр Козулин — бывший ректор Белорусского государственного университета, лидер Белорусской социал-демократической партии (Громада). В состав инициативной группы вошли 3 347 человек[13].
- Александр Лукашенко — действующий Президент Беларуси, получивший возможность выставлять свою кандидатуру на третий президентский срок после принятия в 2004 по результатам референдума поправок в Конституцию, снимающих ограничения на количество занимаемых президентских сроков. В составе инициативной группы 6 212 человек[14].
- Александр Милинкевич — единый кандидат от оппозиции, выдвинутый в ходе Конгресса демократических сил в октябре 2005. В состав инициативной группы вошли 5 135 человек[15]. При этом Александру Милинкевичу и Александру Бухвостому, руководителю инициативной группы данного кандидата, было сделано предупреждение не заниматься преждевременной противозаконной агитацией «за счёт привлечённых средств»[16].
- Зенон Позняк — председатель Консервативно-христианской партии — Белорусский Народный Фронт (КХП-БНФ). С апреля 1996 года Позняк проживал в США, что могло стать препятствием для его регистрации, так как по закону кандидат в Президенты должен проживать на территории Беларуси в течение 10 лет, предшествующих выборам. В 2001 году Конституционный суд Республики Беларусь разрешил Позняку баллотироваться на пост президента, однако его инициативная группа не сумела собрать 100 тысяч подписей, необходимых для регистрации кандидатом в президенты. 27 декабря 2005 на заседании Центризбиркома было принято решение зарегистрировать инициативную группу политика. За регистрацию проголосовали семь членов ЦИК, против — пять. В состав инициативной группы политика вошли 2 354 человека[17].
- Сергей Скребец В состав инициативной группы вошли 143 человека[18].
- Валерий Фролов — депутат Палаты представителей Национального Собрания Республики Беларусь второго созыва, генерал, член Белорусской социал-демократической партии (Громада)[19]. В состав инициативной группы вошли 1 151 человек[13].

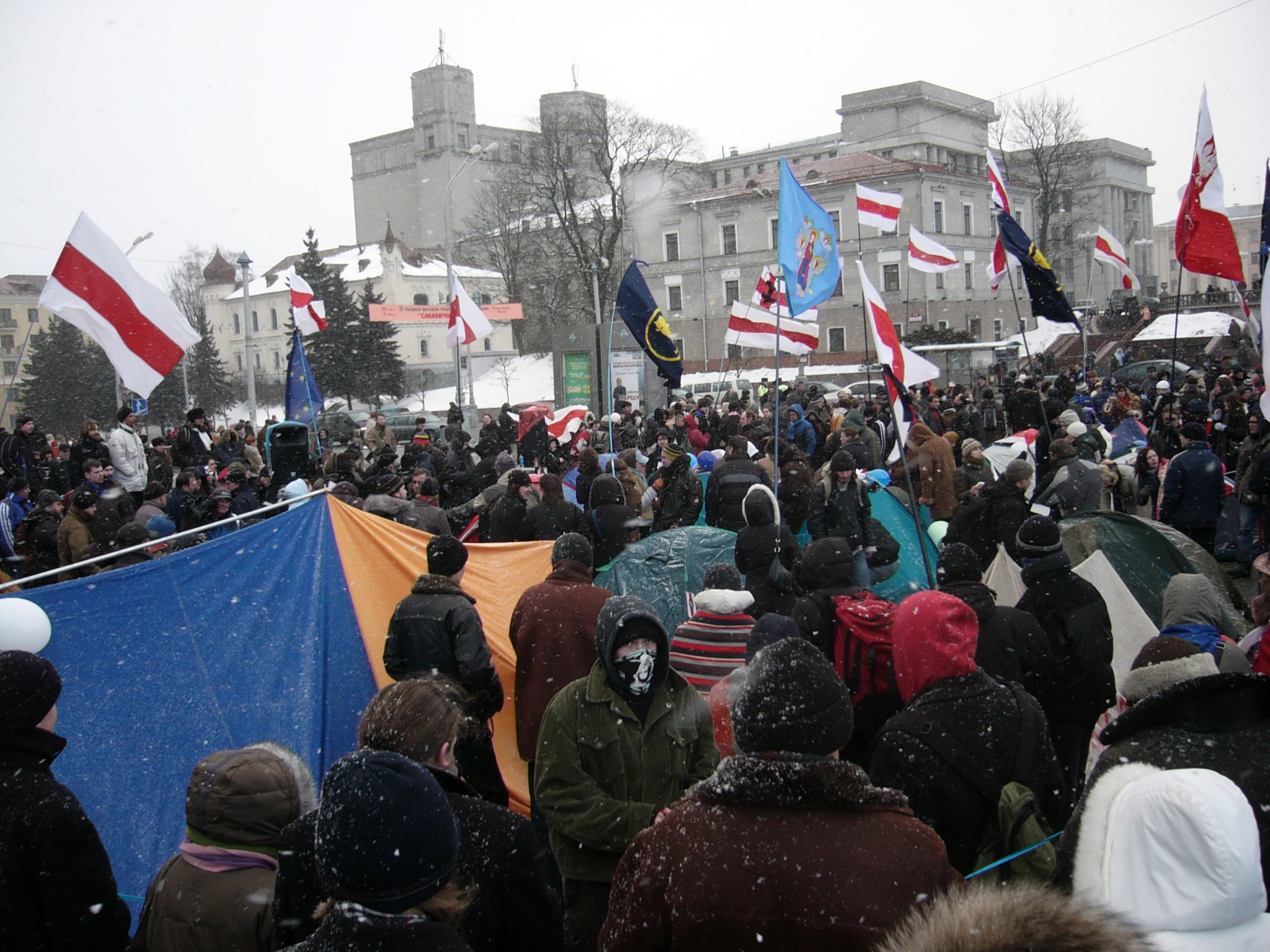
Демонстрация оппозиции 21 марта

Ещё один кандидат, ранее намеревавшийся баллотироваться на предстоящих выборах, — Пётр Кравченко (бывший министр иностранных дел и бывший посол Беларуси в Японии) — отказался от участия в президентской гонке. Аналогичное решение приняла дочь покойного руководителя Белорусской ССР Петра Машерова — Наталья.
9 января 2006 года Александр Войтович объявил о своём решении отказаться от участия в президентских выборах. Ещё раньше, вскоре после регистрации инициативных групп он и Валерий Фролов приняли совместное заявление, в котором поставили ряд условий, при которых президентские выборы могут считаться «конституционными и законными». Главным в этом заявлении было требование об отказе Александра Лукашенко баллотироваться на третий срок, поскольку, по мнению Войтовича и Фролова, Указ от 7 сентября 2004 года № 431 о проведении референдума, давшего Лукашенко возможность снова претендовать на президентство, неконституционен.
23 января 2006 года руководитель инициативной группы Валерия Фролова Игорь Азарко заявил, что генерал Фролов в ближайшее время намерен заявить о своём выходе из президентской кампании. По словам Азарко, штаб кандидата в настоящее время готовит соответствующее заявление. Он также сообщил, что на 23 января инициативной группой было собрано 100 тысяч подписей в поддержку выдвижения Фролова кандидатом в президенты. Этого количества достаточно для его регистрации в Центризбиркоме.
26 января 2006 года руководитель инициативной группы Сергея Скребца Сергей Галаганюк сообщил, что его кандидат отказался от участия в президентской кампании в пользу Александра Козулина. Он заявил, что на вечер 25 января в поддержку выдвижения Скребца было собрано 101 618 подписей. По словам руководителя инициативной группы, Скребец считает, что Козулин — «наиболее достойная кандидатура на пост президента Беларуси, это реальный альтернативный кандидат действующему президенту Лукашенко, это хороший управленец, учёный, который себя хорошо показал в руководстве Белгосуниверситетом».
26 января стало известно, что не собирается сдавать подписи в ЦИК инициативная группа Зенона Позняка. В эфире белорусской службы радио «Свобода» Позняк заявил: «18 января ЦИК в своем ультиматуме дал мне ясно понять, что подписи, собранные моей группой, не будут признаны».
1 февраля Валерий Фролов выступил с заявлением, в котором сообщил, что выходит из президентской гонки в пользу Александра Козулина.

## Давление властей на своих противников
Властные структуры организовали давление на своих противников. Перед выборами были закрыты многие независимые газеты. Началась информационная война против оппозиции. Начиная с атак на государственном телевидении, тиражирующих страшилки КГБ о вбросе в водопровод дохлых крыс, который намерены совершить оппозиционеры, до законодательных актов об уголовной ответственности за деятельность от имени незарегистрированных организаций, а также за дискредитацию государства в случае предоставления за рубеж заведомо ложных сведений о политическом, экономическом, военном и международном положении Беларуси.
Под угрозой уголовного преследования оказались лидеры партий, активисты, независимые наблюдатели и журналисты не подконтрольных СМИ. Во время той избирательной кампании были отработаны эффективные, как казалось силовикам, методы устрашения общества. Конечно, основные события разворачивались в Минске, но и в регионах местные функционеры бросили на подавление инакомыслящих все свои силы. Людей хватали на улицах, тащили в суд и «паковали» на несколько суток. Некоторых отсидевших задерживали повторно, через несколько минут после того, как они вышли из отделения милиции. Или вывозили в лес и оставляли там без документов и денег. Особая охота велась на тех, кто из регионов пытался пробраться в Минск на акции протеста.

## Сроки проведения выборов
Президентские выборы были назначены на 19 марта 2006 года, что вызвало недовольство некоторой части участвующей в выборах оппозиции, которая предполагала, что выборы будут проводиться позже этой даты. Мечислав Гриб, руководитель избирательного штаба Александра Козулина заявил, что их, таким образом, поставили в «крайне нервное и неудобное положение» и что «всё придётся делать галопом».
Незапланированное заседание парламента было проведено на следующий день после очередной встречи Александра Лукашенко с российским президентом Владимиром Путиным, прошедшей 15 декабря 2005 года в Сочи. По мнению Анатолия Лебедько, председателя Объединённой гражданской партии, дата проведения выборов была согласована именно на этой встрече президентами обеих стран.
Сергей Гайдукевич ещё в ноябре 2005 года, основываясь на статье 81 Конституции Республики Беларусь, высказал предположение, что выборы будут назначены на конец марта — начало апреля 2006 года. Гайдукевич сравнил президентские выборы в Беларуси 2006 года с выборами в СССР: «Если вспомнить советское время, то так всегда и было: выборы проводились либо в марте, либо в октябре». При этом политик добавил, что его предвыборный штаб уже начал готовиться к выборам.
Сергей Калякин, руководитель предвыборного штаба Александра Милинкевича, обвинил Сергея Гайдукевича в дезинформации.
Сам Александр Милинкевич заявил: «Мы были готовы к назначению выборов на март. Сегодняшнее решение депутатов соответствует нашим прогнозам. Все структуры штаба готовы к политической избирательной кампании».
Сергей Возняк, руководитель пресс-группы штаба Александра Милинкевича сказал, что по итогам внеочередного заседания штаба 16 декабря 2005 года было принято решение ввести в действие план более интенсивной подготовки к президентским выборам.
Александр Лукашенко на критику в свой адрес заявил, что не сомневается в своей победе, так как «даже оппозиционные исследователи дали 57 процентов».

## Уголовная ответственность за дискредитацию государства
К началу предвыборной кампании оказалось приурочено вступление в силу Закона «О внесении дополнений и изменений в некоторые законодательные акты Республики Беларусь по вопросу усиления ответственности за деяния, направленные против человека и общественной безопасности», согласно которому в Уголовный кодекс Республики Беларусь добавлена новая статья — об уголовной ответственности за дискредитацию государства.
По этой статье, любой гражданин, предоставивший зарубежному государству или иностранной организации заведомо ложные сведения о политическом, экономическом, военном или международном положении Беларуси, может быть наказан арестом на срок от шести месяцев или лишением свободы на срок до двух лет.
Выступая в белорусском парламенте при обсуждении законопроекта, руководитель КГБ Беларуси Степан Сухоренко признал, что поправки приняты как превентивная мера с целью не допустить насильственного захвата правления. Ранее Сухоренко указал, что ряд западных государств — в особенности США — в последнее время неоднократно заявляли о своей заинтересованности в том, чтобы в Беларуси в результате предстоящих президентских выборов произошла смена власти по образцу «цветных революций» в других странах СНГ. Сухоренко заявил, что США используют ресурсы и возможности международных и иностранных некоммерческих организаций для подготовки спецгрупп, которые предполагается задействовать для организации массовых уличных выступлений в Беларуси. В числе таких организаций он отметил американские Национальный фонд в поддержку демократии, Международный республиканский институт, расположенные в Польше Восточноевропейский демократический центр, фонд имени Стефана Батория, польско-американский Институт демократии в Восточной Европе. При этом Сухоренко отметил, что «если, например, в США будут звучать призывы к захвату власти, то ответные меры будут „гораздо более жесткими“».
Большая часть белорусской оппозиции выступила против поправок в Уголовный кодекс. Белорусская социал-демократическая партия (Громада) в своём заявлении призвала депутатов Палаты представителей «совершить хоть один мужской поступок и проголосовать против поправок в Уголовный кодекс, тем самым сохранив достоинство перед своими детьми и внуками», параллельно обвиняя белорусскую власть в нарушении Договора о создании Союзного государства в части построения совместного информационного пространства, требований Всеобщей декларации прав человека и Конституции Республики Беларусь о свободе слова.
Сергей Гайдукевич назвал закон «концом всех партий».
В целом, за законопроект проголосовало 97 депутатов Палаты представителей, против — 3 (Сергей Гайдукевич, Ольга Абрамова и Игорь Кучинский).
2 декабря 2005 года Евросоюз выступил с призывом к Палате представителей пересмотреть и отклонить законопроект, ориентируясь «на обязательствах Беларуси в рамках ОБСЕ». В этот же день с похожим заявлением выступил представитель Государственного департамента США Шон Маккормак, обвиняя белорусские власти в нарушении норм международного права и запугивании белорусов в преддверии президентских выборов 2006 года.
5 декабря 2005 года Брайан Беннет, посол Великобритании в Беларуси, назвала Национальное собрание Республики Беларусь «беззубым».

## Предвыборная ситуация
В декабре 2005 года Александр Войтович и Валерий Фролов приняли совместное заявление, в котором поставили ряд условий, при которых президентские выборы могут считаться «конституционными и законными». Основным в этом заявлении было требование об отказе Александра Лукашенко баллотироваться на третий срок, поскольку, по мнению Войтовича и Фролова, указ о проведении прошлогоднего референдума, давшего Лукашенко возможность снова претендовать на президентство, неконституционен. В заявлении говорилось, что, если власти не выполнят перечисленных условий, Войтович и Фролов оставляют за собой право выйти из избирательной кампании.
В результате 9 января 2006 года Александр Войтович объявил, что отказывается от участия в выборах. Свой поступок он объяснил недемократичностью избирательной кампании: «В состав областных, городских и районных комиссий фактически не включены представители претендентов, независимых от нынешней власти. Вопреки конституции никто из претендентов, кроме Лукашенко, не получает доступа к государственным средствам информации, которые, в нарушение избирательного кодекса, уже приступили к масштабной агитационной кампании за избрание Лукашенко президентом страны на новый срок. Независимые же средства информации в стране фактически уничтожены».
Сергей Гайдукевич в ходе онлайн-конференции на сайте радио «Свобода» 10 января заявил, что претендент на пост президента от объединённой демократической оппозиции Александр Милинкевич «очень слаб и неизвестен, он — аутсайдер» избирательной гонки. По его мнению, единый претендент — «виртуальный проект, избранный теми, кто делал коммуниста Гончарика в 2001 году». «Есть несколько небольших партий, председатели которых продают идеологию своих партий, боятся идти на выборы и вообще не могут этого сделать. Назначают беспартийного, неизвестного человека, чтобы ни за что не отвечать, — и так на протяжении последних многих лет. Если бы я был президентом, то платил бы такой оппозиции, чтобы она была». «Лидеров не избирают, ими становятся», — заявил Гайдукевич.
Сам Александр Милинкевич во время своего однодневного визита во Францию 9 января заявил, что «объединённая Европа не имеет права мириться с диктатурой на своих восточных границах». «Любая диктатура всегда несёт угрозу безопасности… И объединённой Европе нельзя безучастно смотреть на судьбы моих сограждан, которые сегодня открыто, не боясь преследований и репрессий власти, выступают за перемены в нашей стране», — заявил Милинкевич. По его мнению, нынешние белорусские власти «ведут почти 10-миллионный народ в прошлое, во времена политических блоков, которые десятилетиями делили народы». «Цель объединённых демократических сил — возвращение демократии в нашу Беларусь, построение страны, которая стремится к достатку, которая будет открыта и на Восток, и на Запад, которая построит взаимовыгодные отношения и будет надёжным мостом между Европейским союзом и Россией…».
Сергей Скребец, находившийся в следственном изоляторе Минска, начал голодовку, требуя предоставить ему возможность полноценно участвовать в избирательной кампании. Скребец был задержан 15 мая 2005 года по обвинению в приготовлении к преступлению и даче взятки. В мае 2003 года в отношении Скребца было возбуждено уголовное дело по подозрению в выманивании у государства кредитов и организации преступной группы. 13 сентября стало известно о том, что Скребцу предъявлено ещё одно обвинение — незаконное участие в предпринимательской деятельности. 14 февраля Верховный суд Республики Беларусь вынес приговор Сергею Скребцу. Он признан виновным в мошенничестве с целью получения государственного кредита и осуждён на 2 года 6 месяцев заключения в колонии общего режима.
10 января Консервативно-христианская партия — БНФ объявила, что в отношении членов инициативной группы Зенона Позняка осуществлялись «репрессии и провокации». 7 января во время сбора подписей в Лиде был задержан член инициативной группы Владимир Хрищанович. Сотрудники дорожно-постовой службы проверили у него документы, после чего вызвали по рации наряд милиции. Хрищанович был доставлен в отделение милиции, где на него был составлен протокол об административном правонарушении. Он обратился в лидскую прокуратуру с протестом на действия сотрудников милиции. 9 января в деревне Вороны Витебского района трое людей, представившихся работниками прокуратуры, попытались проникнуть в дом, где проживала семья члена инициативной группы Владимира Плещенко. Однако жена Плещенко отказалась открыть им двери. После неудачной попытки взломать двери неизвестные удалились. В заявлении говорилось, что приведённые факты свидетельствуют о попытках «брутальными репрессиями помешать работе инициативной группы Зенона Позняка».
11 января руководитель инициативной группы Зенона Позняка Сергей Попков был приглашен в Центризбирком, где ему было вынесено устное предупреждение за то, что во время сбора подписей в поддержку Позняка раздавалась агитационная продукция. Сам Попков посчитал предупреждение несправедливым. По его словам, в листовке содержался призыв принять участие в «народном голосовании», а не голосовать за Позняка. «Разумеется, поскольку это инициатива Позняка, мы указали там, кто автор инициативы. ЦИК посчитал это агитацией», — сообщил Попков. Он заявил, что инициативная группа будет и дальше заниматься распространением информации об инициативе «народного голосования». Идея «народного голосования» состояла в том, что избирателям предлагалось прийти на избирательные участки со своими альтернативными бюллетенями и, вписав в них фамилию кандидата, опустить в урну, а официальный бюллетень унести с собой и передать в специально созданную Национальную избирательную комиссию. Народный бюллетень внешне не отличался от официального, что, как считали «инициаторы народного голосования», позволило бы при вскрытии урн сразу определить результаты голосования. Команда Позняка рассчитывала, что это приведёт к «народному импичменту» действующему президенту.
Сам Зенон Позняк подверг критике Александра Милинкевича и Александра Козулина. 26 января 2006 года в ходе онлайн-конференции на радио «Свобода» он назвал Милинкевича и Козулина «имитаторами, паразитирующими на диктатуре Лукашенко».
В конце января — начале февраля 2006 года между белорусским и польским правительством разгорелся скандал. 7 февраля 2006 года в ежедневной программе Белорусского государственного телевидения «Комментарий дня» человек, названный в титрах сотрудником управления контрразведки КГБ, обвинил посольство Польши в Беларуси в том, что на базе посольства Польши длительное время действовала резидентура польских спецслужб, которая, используя дипломатический иммунитет, осуществляла легальную разведку, проводила сбор информации о ситуации в организациях этнических поляков, подготавливала источники влияния и проводила «иные действия, направленные на вмешательство во внутренние дела Республики Беларусь». Выступивший здесь же начальник центра информации и общественных связей КГБ Республики Беларусь Валерий Надточаев связал активизацию «представителей иностранных спецслужб, работников диппредставительств и сотрудников различных иностранных неправительственных организаций и фондов» с приближающимися президентскими выборами. Раньше, в январе 2006 года, Андрей Попов, пресс-секретарь Министерства иностранных дел Республики Беларусь, обвинил Польшу в «явном и целенаправленном вмешательстве во внутриполитический процесс» Беларуси.
24 февраля похожие обвинения были выдвинуты посольству Чехии в Беларуси.

## Ход избирательной кампании

### Подписи
По истечении конечного срока подачи подписных листов, ЦИК обнародовал данные о количестве действительных подписей в поддержку кандидатов:
1. Александр Лукашенко — 1 905 631
2. Александр Милинкевич — 198 559
3. Александр Козулин — 156 618
4. Зенон Позняк — 719 (ранее Позняк заявил, что не будет сдавать собранные подписи в ЦИК)
5. Сергей Гайдукевич — 150 319
6. Валерий Фролов — 58 775

18 января 2006 года ЦИК вынес официальное предупреждение инициативным группам Зенона Позняка и Александра Милинкевича. Основанием для такого решения стала информация о многочисленных фактах нарушений членами инициативных групп избирательного законодательства — в частности, о раздаче избирателям агитационной продукции во время сбора подписей. Руководители инициативных групп этих кандидатов, выступившие на заседании ЦИК, данные нарушения не признали. В частности, руководитель инициативной группы Позняка Сергей Попков заявил, что не считает раздачу информационных материалов о «Народном голосовании» нарушением законодательства. По его словам, данную избирательную кампанию нельзя считать выборами, так как «у граждан отсутствует информация о претендентах на пост главы государства и об избирательном процессе». Он призвал инициативные группы всех претендентов также начать распространять информационные материалы о своих претендентах на пост главы государства.
Руководитель инициативной группы Милинкевича Александр Бухвостов сказал, что у ЦИК «нет никаких убедительных доказательств, подтверждающих, что члены инициативной группы нарушали законодательство». Он заявил, что ЦИК «предвзято относится» к группе Милинкевича, обвиняя её в несовершённых правонарушениях, и в то же время закрывает глаза на многочисленные факты нарушений избирательного законодательства со стороны инициативной группы Александра Лукашенко.
На следующий день, 19 января, Зенон Позняк распространил заявление с реакцией на вынесенное предупреждение: «Нам поставлен ультиматум: если мы и дальше продолжаем распространять информацию о Народном голосовании, то собранные нами подписи будут считаться недействительными». Он предложил членам своей инициативной группы «не обращать внимания на ультиматум, интенсивно продолжать сбор подписей и одновременно информировать общество о необходимости и порядке народного голосования». «Все наши действия основаны на Конституции и законах и ни в чём не противоречат избирательному законодательству», — сказал Позняк.
26 января Зенон Позняк в ходе онлайн-конференции на радио «Свобода» заявил, что его инициативная группа не будет сдавать собранные подписи в избирательные комиссии. «18 января ЦИК в своем „ультиматуме“ дал мне ясно понять, что подписи, собранные моей группой, не будут признаны, — заявил Позняк. — Ежедневные противозаконные задержания и аресты моих групп сборщиков, составление милицейских протоколов, передача их в ЦИК показывают ясно, что они готовят и что будет. Главу моего штаба Сергея Попкова за последние пять дней арестовывали пять раз. Это же война против меня. Не дают работать моим группам сборщиков. Хотя теперь имеем 130—135 тысяч подписей. После консультации мы приняли совместное решение. На управе БНФ познакомили с ним руководителей моих групп и членов управы. Решение будет объявлено завтра (27 января)».
Позняк заявил: «Суть сбора подписей в схеме „народного голосования“ заключалась в обретении для меня легальной возможности (защищённой иммунитетом) въезда в Беларусь. Режим понял наш план в середине января. Возможность моего приезда уже фактически закрыта, и для ЦИК, чтобы меня выкинуть из выборов, остались только формальности. В этой ситуации нам не нужно делать пустую работу, подготовку и проверку подписей, сдачу в комиссию и т. д., чтобы оказаться потом пешками в их игре, да ещё получить мокрой тряпкой по лицу. Принято категоричное решение не сдавать собранные подписи в ЦИК. В этой ситуации, когда моей группе организовали милицейское преследование и меня не будут регистрировать по политическим причинам, мы не можем отдавать адреса и паспортные данные моих сторонников в лапы этих марионеток, чтобы людей потом преследовали или выгоняли с работы. Я очень хорошо знаком с положением, чтобы не делать такой ошибки».
В итоге осталось четверо кандидатов: Александр Лукашенко, Александр Козулин, Александр Милинкевич и Сергей Гайдукевич.

### Церемония регистрации кандидатов
11 февраля 2006 года секретарь ЦИК Николай Лозовик сообщил, что все четыре претендента на пост президента Беларуси подали в Центризбирком документы, необходимые для их регистрации кандидатами: декларации о доходах и имуществе претендентов и их близких родственников, заявление о согласии баллотироваться в президенты и анкетные данные.
14 февраля Александр Милинкевич обратился с просьбой в ЦИК допустить на церемонию лидеров демократических партий. ЦИК в данной просьбе отказала, объясняя данный ответ тем, что присутствие данных лиц на церемонии, согласно регламенту Центральной избирательной комиссии по выборам и проведению республиканских референдумов, не предусмотрено. Александр Милинкевич обвинил ЦИК в несоблюдении Избирательного кодекса Республики Беларусь, а сам кодекс декларативным и зависимым от постановлений ЦИК.
На церемонию регистрации кандидатов в президенты Беларуси из всех средств массовой информации были допущены только работники информационного агентства БелТА. Прочим представителям СМИ, в том числе и иностранным, не было разрешено присутствовать на церемонии.
В ходе заседания Центризбиркома по регистрации кандидатов в президенты, состоявшегося 17 февраля во Дворце Республики, все четыре кандидата были зарегистрированы. Единогласно были утверждены кандидатуры Александра Лукашенко, Александра Козулина и Сергея Гайдукевича. В ходе голосования за Александра Милинкевича три члена ЦИК проголосовали против в связи с тем, что супруга Милинкевича несвоевременно задекларировала доход от продажи машины. Однако секретарь ЦИК Николай Лозовик призвал признать это несущественным.
После регистрации все кандидаты получили возможность выступить с короткой речью. В своих выступлениях Александр Козулин и Александр Милинкевич сильно критиковали Александра Лукашенко. Александр Козулин сказал, что Александр Лукашенко не имеет права участвовать в выборах, потребовал от Конституционного суда Республики Беларусь срочно рассмотреть вопрос о законности участия Александр Лукашенко в выборах, а от Центральной избирательной комиссии по выборам и проведению республиканских референдумов — отменить досрочное голосование, поставить прозрачные урны для голосования, прекратить давление на независимые СМИ, предоставить прямой эфир всем кандидатам и создать для них равные права, включив в составы избирательных комиссий представителей либо его штаба, либо штаба Александра Милинкевича. Александр Милинкевич обвинил тогдашнюю власть в способствовании исчезновению оппонентов власти, в существовании политзаключённых, в ликвидации общественных объединений, партий, независимых профсоюзов, негосударственных СМИ. Лидия Ермошина обвинила Александра Козулина в отсутствии политической культуры, а Александру Милинкевичу пригрозила законодательством за распространение клеветы.
В интервью БелаПАН Милинкевич сказал, что Александр Лукашенко «раз в пять лет должен пережить такие минуты».

### Коалиции
Вскоре после начала сбора подписей некоторые кандидаты в президенты начали вести переговоры друг с другом о координации своих действий. Так Александр Войтович призвал всех кандидатов бойкотировать нелегитимные, по его мнению, выборы. 16 января Александр Милинкевич поддержал предложение другого кандидата — Александра Козулина — о проведении переговоров после завершения сбора подписей.
27 января Александр Козулин предложил Александру Милинкевичу поддержать его в случае нерегистрации кандидатом в президенты и высказал готовность взять на себя такие же обязательства. Также Козулин предложил Милинкевичу организовать совместное наблюдение за выборами и объединить усилия во время агитации. Милинкевич высказал мнение, что такая договорённость даст властям возможность выбрать удобного для себя соперника, и предложил снять одну из кандидатур в пользу другого кандидата ещё до регистрации. Для определения этого одного кандидата он предложил четыре критерия: количество делегатов, поддержавших претендента на Национальном конгрессе демократических сил, наличие организационных структур, политический рейтинг претендента, его признание и поддержка международным сообществом. Александр Козулин такое предложение не принял, назвал данное предложение ультиматумом, а самого Александра Милинкевича сравнил с «одной известной фигурой».
1 февраля Валерий Фролов, один из экс-претендентов на пост президента, объявил, что вместе со своей командой «вливается в предвыборные структуры Александра Козулина».
6 февраля Александр Войтович, также снявший ранее свою кандидатуру, объявил об отказе присоединиться к команде Александра Козулина. Он объяснил это нежеланием «вообще делать легитимными выборы и участие в них Александра Лукашенко». По словам Александра Войтовича, «никаких выборов не будет».
8 февраля штаб Александра Милинкевича принял решение о прекращении переговоров со штабом Александра Козулина о снятии одного из них с выборов в пользу другого.
Александр Козулин тем не менее не оставлял надежды на успех переговоров. Он сказал, что уважает Милинкевича и что они, как высокообразованные люди, всегда найдут возможность договориться. Возможность договориться с президентом Лукашенко Козулин исключил. 10 марта он направил в штаб Милинкевича три предложения относительно возможного сотрудничества:
1. «За несколько дней до выборов принять совместное заявление о снятии обеих кандидатур в связи с незаконностью проведения досрочных выборов, а также грубым нарушением действующего законодательства государственными органами… В совместном заявлении потребовать в соответствии с действующей Конституцией проведения президентских выборов 16 июля 2006 года».
2. «Рассмотреть вопрос о едином кандидате в соответствии с существующей внутренней и внешней ситуацией, с учётом того, что единый кандидат должен не вызывать раздражения со стороны ведущих геополитических игроков — России, Европейского союза, США».
3. «Принять декларацию о совместных действиях, в которой подчеркнуть, что несущественно, кто будет избран президентом — Козулин или Милинкевич. Главное для будущего страны — президентом не должен остаться А. Лукашенко…»

Александр Милинкевич заявил, что его штаб готов рассмотреть первое и третье предложение.

### Агитация

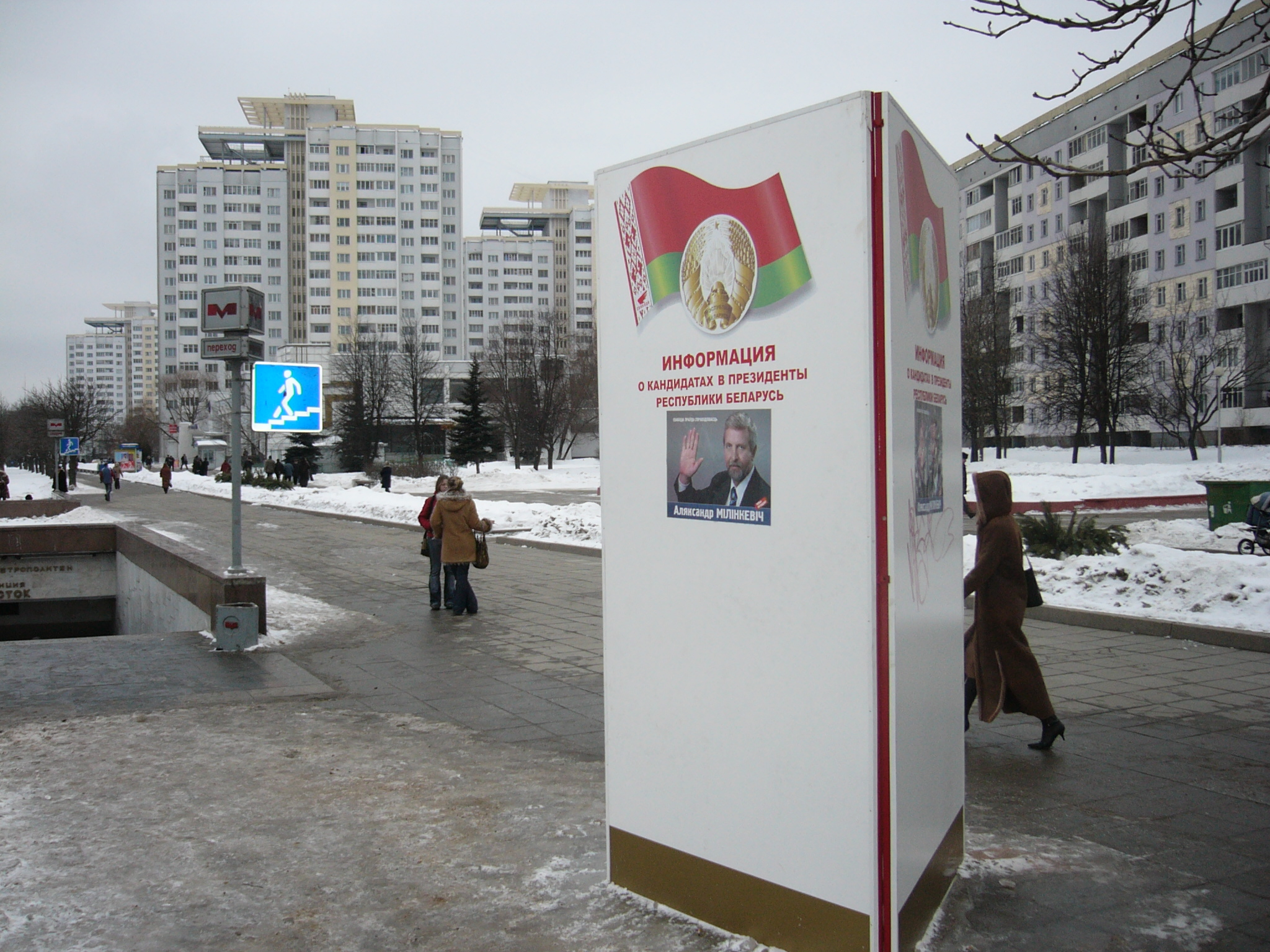
Стенд для агитационных материалов. Минск, станция метро Восток

Агитационная кампания, согласно графику проведения выборов, проводилась сразу же после церемонии регистрации кандидатов во Дворце Республики. Жеребьевка очерёдности предоставления эфирного времени кандидатам проводилась 17 февраля (сразу же после церемонии регистрации) в Доме правительства. Сроки для теле- и радиовыступления кандидатов, согласно вышеупомянутой жеребьёвке, были определены следующие:
- Сергей Гайдукевич — 21 февраля с 18.30 до 19.00 и 1 марта телевыступление (оба телевыступления были одинаковыми[78]), 24 февраля с 8.00 до 8.30 и 3 марта выступление на радио (текст обоих выступлений также совпадал[79]).
- Александр Козулин — 22 февраля с 18.30 до 19.00 и 2 марта телевыступление, 27 февраля и 6 марта выступление на радио. Выступление на радио 6 марта и телевыступление 2 марта были переданы в эфир не полностью. Были вырезаны фрагменты, касающиеся личной жизни Александра Лукашенко общей продолжительностью 7 и 9 минут соответственно[80][81][82]. На следующий день Лукашенко прокомментировал вырезанные высказывания Козулина[83].
- Александр Лукашенко — 21 февраля с 18:30 до 19:00 и 1 марта с 18:00 до 19:00 телевыступление, 24 февраля с 8:30 до 9:00 и 3 марта с 8:00 до 8:30. Президент отказался от права выступления как по телевидению, так и по радио[84]. Тем не менее члены оппозиционных сил считают, что у Александра Лукашенко в 2006 году была самая сильная агитационная кампания, чем у остальных кандидатов, за счёт различных концертов, на которых выступали также артисты из России и с Украины. Так, например, награждение Надежды Бабкиной, Николая Баскова и Николая Гнатюка орденом Франциска Скорины оппозиция связывает именно с оказанной ими помощью в проведении этих концертов[85].
- Александр Милинкевич — 22 февраля и 2 марта телевыступление, 27 февраля и 6 марта выступление на радио. Радиовыступление 6 марта было передано в эфир не полностью. Был вырезан комментарий к высказыванию Лукашенко о том, что Франциск Скорина жил «в Питере», в котором Милинкевич сообщал что «Скорина жил на 200 лет раньше, чем Петербург был основан»[82]

26 февраля началось теле- и радиовещание на Беларусь в рамках проекта «Окно в Европу», финансируемого Евросоюзом.
Не обошлись выборы и без скандала. 14 марта в Мстиславском районе правоохранительными органами был задержан автомобиль, перевозивший из Смоленска 65 тысяч поддельных экземпляров газеты «Советская Белоруссия» (Официальное издание Администрации Президента). Сопровождал тираж заместитель руководителя партии БНФ Алесь Михалевич. Павел Якубович, редактор настоящей газеты «Советская Белоруссия», оценил в данных выпуск в 100—120 тысяч долларов США, но заявил, что не намерен подавать в суд. Позже он заявил в интервью «Белорусским новостям», что если бы поддельная «Советская Белоруссия» доехала до места назначения, то пиар-эффект был бы мощный. Что касается морально-политического аспекта, то, по его мнению, «по сравнению с тем, что делает „Советская Белоруссия“, это суперморально». В поддельной газете содержались статьи под заголовками «19 марта — выборы президента Беларуси А. Г. Лукашенко», «Президент Беларуси — потомок русских царей», «Народная монархия», «Аргументы за и против царизма в Беларуси», «Самый человечный человек». Партия БНФ позже заявила что не имеет отношения к выпуску поддельного номера газеты.

#### Предвыборные программы

##### Сергей Гайдукевич
Сергей Гайдукевич стал первым кандидатом в президенты, чья предвыборная программа официально опубликована в СМИ. 24 февраля она была опубликована в еженедельнике «Знамя юности» под заголовком «Новая Беларусь — Единство».

##### Александр Козулин
26 февраля текст предвыборной программы Александра Козулина был передан во все указанные Избирательным кодексом государственные СМИ. «Некоторые издания специально оставили дежурных редакторов, которые принимали программы кандидатов в президенты», — сообщила пресс-секретарь кандидата. Она также отметила, что никаких препятствий при подготовке программы Козулина к публикации не возникло. «Газета „Звязда“, например, самостоятельно перевела программу на белорусский язык. Я ездила её проверять и вычитывать, и, с моей точки зрения, перевод получился замечательный».

##### Александр Лукашенко
2 марта в государственных СМИ была опубликована предвыборная программа Александра Лукашенко «Государство для народа».
Своей основной задачей Лукашенко видит обеспечение в стране высокого качества жизни и доведение его уровня до «западноевропейского». Он обещает добиться того, чтобы «человек перед лицом государственных служб перестал чувствовать себя просителем». Он также обещает сделать жизнь в сельской местности не менее комфортной, чем в городах, сделать доступным жилье, а каждой молодой семье предоставлять квартиру не позднее чем через три года после вступления в брак.
«Повышение благосостояния людей требует придания нового качества развития экономики». С этой целью программой предусматривается увеличение объёма инвестиций в основной капитал в 1,7 раза. В полтора раза за пятилетку должен вырасти ВВП, рост в промышленности должен составить 50 процентов, в сельском хозяйстве — 40. Государство будет стимулировать развитие частной инициативы и устанавливать стабильные и долгосрочные правила предпринимательской деятельности, говорится в программе.
«Сегодня страна находится на подъёме. И первостепенная задача заключается в том, чтобы продолжить уверенное восхождение, не скатиться в пропасть экономических и социально-политических потрясений. Нам надо сделать наше государство удобным и комфортным для жизни наших людей. Государством для народа»
Согласно программе, важнейшим стратегическим партнёром Беларуси останется Россия.

##### Александр Милинкевич
15 февраля на заседании политического совета объединённых демократических сил была утверждена предвыборная программа Александра Милинкевича.
«Наша программа построена на трёх фундаментальных ценностях: свобода, правда, справедливость. Эта программа — ясное и конкретное послание народу Беларуси, из которого видно, какой станет страна в случае победы объединённых демократических сил», — сообщил Милинкевич.
В программе обозначены семь приоритетов: семья и здоровье; уважение к труду и достойная зарплата; справедливый закон и ответственное государство; экономическая свобода; открытая страна — открытый мир; наука и прогресс; национальное возрождение.
Программа предусматривает «политическую реформу — восстановление принципа разделения ветвей власти, отмену обязательной и поголовной контрактной системы, рост зарплаты, адресную поддержку молодых семей, меры, стимулирующие развитие малого и среднего предпринимательства». «Реализация программы создаст полмиллиона новых рабочих мест и обеспечит увеличение средней зарплаты до 550 евро за счёт новых рынков, новых инвестиций и роста производительности труда»
Сама предвыборная программа Александра Милинкевича не опубликована в государственных СМИ, поскольку не была вовремя передана в редакции газет. По сообщению руководителя штаба Милинкевича Сергея Калякина, произошёл «сбой в работе штаба». «Мы провели внутреннее расследование и сейчас обсуждаем, как нам действовать дальше».

### Рейтинги политиков
По результатам исследования социологической службы «Балтик Гэллап», если бы выборы состоялись 15 января, победу на них одержал бы Александр Лукашенко с результатом 54,6 %. Второе место — у Александра Милинкевича — 16,8 %. Третье — у Александра Козулина — 2,9 %.
17 февраля директор Института социологии Национальной академии наук Беларуси сообщил, что, по результатам социологических исследований, проводившихся с 2002 по 2005 годы, не менее 76 % избирателей готовы поддержать действующего президента на предстоящих выборах. В последнем опросе, проведённом в конце 2005 года, приняло участие рекордное для Беларуси число людей — более 9 тысяч.
Негосударственный исследовательский центр НИСЭПИ приводил такие данные:
| Голосовали                                 | Данные ЦИК | Данные предвыборного опроса** | Данные послевыборного опроса I*** | Данные послевыборного опроса II*** |
| ------------------------------------------ | ---------- | ----------------------------- | --------------------------------- | ---------------------------------- |
| За С. Гайдукевича                          | 3,5        | 5,0                           | 2,2                               | 5,2                                |
| За А. Козулина                             | 2,2        | 7,0                           | 5,0                               | 7,3                                |
| За А. Лукашенко                            | 83,0       | 64,7                          | 64,9                              | 63,1                               |
| За А. Милинкевича                          | 6,1        | 18,3                          | 21,4                              | 18,8                               |
| Против всех (и недействительные бюллетени) | 5,2        | 5,0                           | 6,4                               | 5.,                                |

* Данные опросов рассчитаны от 90%-ой явки
** Предвыборный опрос проводился с 10 по 20 февраля с. г.
*** Первый послевыборный опрос проводился 27 марта — 7 апреля, второй — 16-29 апреля с. г.

### Наблюдатели
В соответствии с Избирательным кодексом Республики Беларусь, международных наблюдателей на выборы могут приглашать Президент, Национальное собрание, Совет Министров, Министерство иностранных дел и Центральная комиссия Республики Беларусь по выборам и проведению республиканских референдумов.
Центризбирком ожидал прибытия около 700—800 международных и не менее 20 тысяч национальных наблюдателей, как это было на президентских выборах 2001 года и республиканском референдуме 2004 года. Всего в ходе референдума 2004 года на 6500 избирательных участках присутствовало 24 тысячи наблюдателей. Правда, руководитель ЦИК Беларуси Лидия Ермошина уже заявила, что «непропорционально большое количество» международных наблюдателей (как это было на Украине) «не работает во благо избирательного процесса, а препятствует ему, создавая определённую политизированность».
Как заявила руководитель рабочей группы ПА ОБСЕ по Беларуси Ута Цапф, «Приедут 400 краткосрочных наблюдателей, которые будут оценивать ситуацию непосредственно перед голосованием». Помимо этого, в Беларусь будут направлены 14 долгосрочных наблюдателей, которые приступят к осуществлению своих функций с 6 февраля. Кроме того, по словам руководителя группы, наблюдать за выборами будут представители парламентов стран, входящих в ОБСЕ.
Центризбирком отказался аккредитовать в качестве международных наблюдателей лидера Союза правых сил (СПС) Никиту Белых и депутата Государственной думы РФ Владимира Рыжкова, поскольку они не были приглашены на выборы ни одним из уполномоченных на это государственных органов. По словам секретаря ЦИК, они могли бы приехать и наблюдать как частные лица за работой пригласившей их партии, но статус международных наблюдателей им предоставлен быть не может. Позже российские политики заявили, что планируют приехать в Минск в качестве внештатных сотрудников издания «Правое дело».
9 марта на брифинге пресс-секретарь МИД Беларуси Андрей Попов сообщил, что в последнее время активно циркулирует информация о намерении ряда государств, в первую очередь приграничных, направить своих представителей для осуществления наблюдения за выборами без соответствующего приглашения и получения ими официального статуса наблюдателя: «Целью этих так называемых „наблюдателей“ является провоцирование конфликтных ситуаций в период проведения выборов президента Республики Беларусь и дестабилизация обстановки в стране». Как отметил пресс-секретарь, «это полностью подтверждается последними заявлениями депутата Европарламента Богдана Клиха о том, что на президентские выборы в Беларусь планируется поездка специальной („ad hoc“) делегации Европарламента. При этом депутаты Европарламента даже не намерены обращаться за приглашением для приезда на выборы в Беларуси, поскольку „не признают белорусский парламент“. Таким образом, эти депутаты сознательно идут на конфликт, несмотря на то что белорусская сторона довела до представителей Европарламента свою позицию в отношении нецелесообразности организации такого визита». Пресс-секретарь напомнил, что в страну были заблаговременно приглашены для участия в международном наблюдении за выборами ряд международных организаций и межпарламентских структур, членом которых она является, что «свидетельствует об открытости Беларуси». Как сообщил пресс-секретарь МИД, в настоящее время в Минске уже работают миссии долгосрочного наблюдения от СНГ и БДИПЧ ОБСЕ. По его словам, ожидалось, что всего на выборах будут работать 434 наблюдателя от СНГ и 450 — от ОБСЕ.
На заявления Андрея Попова отреагировал вице-спикер парламента Грузии Михаил Мачавариани: «Несмотря на то, что власти Беларуси запретили участие наблюдателей от Грузии в мониторинге президентских выборов, грузинские наблюдатели собираются принять в них участие. Мы поедем в Белоруссию, несмотря ни на что». Намерение Тбилиси принять участие в мониторинге подтвердил и председатель комитета парламента по обороне и безопасности Гиви Таргамадзе, он также сообщил, что «в зависимости от приёма, наблюдатели Грузии будут действовать адекватно … во всяком случае, нами все будет зафиксировано, и это будет ещё одной поддержкой белорусскому народу в том, что мы ещё раз зафиксируем нелегитимность этих выборов».
15 марта в Беларусь прибыли практически все краткосрочные наблюдатели от ОБСЕ. Об этом сообщила пресс-секретарь БДИПЧ ОБСЕ Урдур Гуннарсдоттир. Всего за президентскими выборами наблюдало 440 экспертов из 35 стран ОБСЕ и около 110 наблюдателей от Парламентской ассамблеи ОБСЕ, которые должны были прибыть в республику к 17 марта. 13 основных экспертов ОБСЕ и 37 долгосрочных наблюдателей БДИПЧ ОБСЕ работали в стране уже с 6 февраля. На 20 марта было назначено представление совместной миссией ОБСЕ результатов предварительного отчёта о выборах.
По словам председателя ЦИК, наблюдение за выборами проходило активно, как никогда. По состоянию на 15 марта в стране было зарегистрировано 27 тыс. местных и 1 249 международных наблюдателей.

## События конца февраля — начала марта
21 февраля сотрудники КГБ и милиции провели обыски в частных квартирах и офисах общественных активистов в Минске, Бресте, Могилеве, Жлобине, Новополоцке. При обыске они конфисковали компьютерное оборудование, носители информации, печатные носители, документацию.
«Я категорически против всяких революций. Я за эволюцию. Но власть делает всё, чтобы выборы уже сегодня были незаконными. Наблюдатель на белорусских выборах имеет фактически нулевые возможности проследить правильность подсчёта голосов. Но, как бы ни препятствовала власть, уже вечером 19 марта мы будем знать с точностью до десятых, каков процент голосования», — заявил Александр Милинкевич на встрече с избирателями 25 февраля.
26 февраля на встрече с жителями Минска Милинкевич заявил: «Мы никому не дадим права украсть нашу победу. 19 марта будет определяться, идём ли мы в будущее, появится ли будущее у наших детей, либо мы остаёмся на месте, что сегодня означает откат назад».
Вечером того же дня в эфире Первого национального телеканала Беларуси был показан сюжет об обыске в офисе незарегистрированной организации «Партнёрство», в ходе которого были изъяты заполненные бюллетени exit-polls. По информации правоохранительных органов, эти бюллетени относились к опросам, якобы проведённым вильнюсским представительством американской службы «Гэллапа», и на них была проставлена дата — 19 марта (день выборов). В эфире были показаны кадры оперативной съёмки, согласно которым, по результатам опросов на выходах из 107 избирательных участков, Александр Милинкевич набрал 53,7 процента голосов избирателей, Александр Лукашенко — 41,3 процента, Александр Козулин — 3,8 процента, Сергей Гайдукевич — 1,2 процента.
28 февраля директор вильнюсского представительства службы Гэллапа («Балтик Гэллап») Раса Алишаускене сообщила, что «продемонстрированные протоколы не имеют никакого отношения к нам. На бланке написано название нашей организации, но бланк не наш». По её словам, «Балтик Гэллап» не планирует проведения exit-poll’а в день выборов, но может оказать помощь белорусским социологам в проведении соцопросов на тему выборов и в анализе результатов исследований, которые представляют разные социологические центры Беларуси.
1 марта руководитель КГБ Беларуси Степан Сухоренко провёл пресс-конференцию, в ходе которой сообщил о раскрытии сценария силового захвата власти радикальной оппозицией после президентских выборов. По его словам, после оглашения результатов выборов 19 марта оппозиция намеревалась объявить их фальсифицированными. «Точкой отсчёта должно было стать провокационное заявление руководителей незарегистрированной неправительственной организации „Партнёрство“, якобы осуществлявших параллельное наблюдение за выборами». В ходе задержания четырёх руководителей этой организации были изъяты «протоколы exit-polls, которые должны были подтвердить фальсификацию выборов». Сценарий предусматривал организацию в центре Минска массового митинга, в ходе которого в толпе планировалось привести в действие взрывные устройства. После этого должен был начаться захват зданий органов власти и вокзалов с целью полной остановки функционирования государства. Для осуществления силовых акций оппозиция, по словам руководителя КГБ, намеревалась задействовать «боевиков из Грузии, Украины, стран бывшей Югославии».
Александр Милинкевич также провел пресс-конференцию 1 марта, на которой сообщил, что «власти стремятся незаконно помешать проведению встречи единого кандидата в президенты Беларуси от демократических сил с избирателями, запланированной на 2 марта на площади Свободы в Минске». «В случае срыва встречи вся ответственность за последствия ложится на представителей действующей власти, и это будет означать, что на самом деле никаких выборов в стране нет». «Если власть предпримет силовые меры и не даст возможности завтра провести встречу с избирателями, мы оставляем за собой право действовать адекватно. Завтра — решающий день, который окончательно сформирует отношение объединённой демократической коалиции к фарсу под названием „выборы президента“. Этот день станет лакмусовой бумажкой предстоящих выборов 19 марта».
Утром 2 марта Александр Козулин попытался зарегистрироваться в качестве делегата на открывавшееся в тот день Всебелорусское народное собрание, предоставив документы, подтверждающие правомочность такого желания: решение руководящего органа его партии и документы о собранных за него подписях. Администрация немотивировано пыталась ему отказать, но в момент беседы политика с представителями Всебелорусского народного собрания на него напали неизвестные люди, в количестве, явно превосходящем группу, с которой пришёл Козулин. При этом завязалась потасовка: неизвестные смогли повалить Козулина, вынесли его и запихнули в микроавтобус. Как потом оказалось, политик был задержан милицией и доставлен в РОВД Октябрьского района Минска. Позже, уже в отделении милиции, Козулин разбил портрет Лукашенко. Через несколько часов Козулин был отпущен и принял участие в несанкционированном митинге в центре Минска, организованном сторонниками Александра Милинкевича. Он сообщил журналистам, что в отношении него возбуждено одно административное дело и два уголовных дела. Административное дело было заведено по поводу беспорядков при попытке проникнуть на Всебелорусское народное собрание, одно уголовное дело — за хулиганство в Национальном пресс-центре, куда Козулин прорвался 17 февраля, второе — по факту инцидента в РОВД.
По утверждению СМИ, в ходе задержания Козулин был жестоко избит лично руководителем СОБРа МВД Беларуси Дмитрием Павличенко. Сам Козулин сообщил, что не успел пройти судмедэкспертизу для того, чтобы зафиксировать нанесённые ему побои.
Вечером 2 марта Александр Милинкевич провёл встречу со своими сторонниками в центре Минска (у станции метро Немига). Днём ранее Лидия Ермошина заявила, что для встреч с избирателями требуется получить разрешение Минского городского исполнительного комитета. Александр Милинкевич заявил, что расценивает это мероприятие как встречу с избирателями, и предостерёг власти от попыток «незаконно помешать проведению встречи». «В случае срыва встречи вся ответственность за последствия ложится на представителей действующей власти». «Если власть предпримет силовые меры и не даст возможности завтра провести встречу с избирателями, мы оставляем за собой право действовать адекватно», — заявил он. Руководитель штаба Александр Милинкевича Сергей Калякин обвинил Лидию Ермошину в незнании законов: «Заявление Ермошиной не только не основано на законе, оно преступно, в нём содержаться признаки уголовного преступления. Поэтому либо Лидия Ермошина забыла, когда держала в руках Избирательный кодекс, либо её слова являются мнением не юриста, не председателя ЦИК, а мнением человека с улицы, который не знаком с избирательным законодательством Республики Беларусь».
На встрече Александр Милинкевич призвал людей собраться 19 марта на Октябрьской площади.
16 марта председатель КГБ Беларуси сообщил о раскрытии планов четырёх терактов в день выборов. По информации Сухоренко, теракты должны были произойти в школах, где обычно располагаются избирательные участки. На продемонстрированной видеозаписи задержанный признаётся, что «проходил обучение в грузинском лагере „Кмара“, где учителями были четыре араба и офицеры бывшей Советской армии». По его словам, экзамены у них принимали «полковник службы безопасности МГБ Грузии и американские инструкторы». «Нам инструкторы из Америки говорили, чтобы мы организовали четыре взрыва в школах. Места и время терактов они должны были сообщить дополнительно. Конкретно места не указывались». Сухоренко также продемонстрировал видеозаписи, на которых грузинские граждане признаются в том, что должны были доставить в Беларуси деньги и всё необходимое для организации беспорядков 19 марта.
15 марта на погранпереходе «Урбаны» белорусско-латвийской границы был задержан гуманитарный груз из США стоимостью $182 тыс., состоящий из бывшего в употреблении военного имущества и обмундирования. В состав груза входили спальные мешки, палатки, теплая одежда и обувь.
15 марта Александр Лукашенко предостерёг граждан иностранных государств, которые намерены приехать в страну для того, чтобы расшатать обстановку: «В Грузии, Украине и России есть отморозки…, которые хотят приехать сюда и навести порядок. Приехать-то они могут, но как они уедут? Мы никому не позволим дестабилизировать здесь обстановку. Мы хозяева на своей земле и сегодня можем удержать обстановку и ситуацию в стране», при этом он подчеркнул, что «подавляющее большинство людей на Украине, в России и у нас в Беларуси за то, чтобы жить спокойно. Драка, мордобой и война никому не нужны».
16 марта президент Грузии Михаил Саакашвили на брифинге в Тбилиси заявил, что считает необходимым проведение «цветной революции» в Беларуси. «Беларусь — не какая-то прихоть Грузии, это фундаментальный вопрос, и этот вопрос будет решён освобождением белорусского народа и окончательным объединением Европы. Я знаю, что точно такие люди, которые избивают демонстрантов в Минске, создают проблемы Грузии и всему миру. Эти люди не пускают нас в Абхазию, мутят ситуацию в Цхинвали и Джаве».
16 марта девять депутатов парламента Грузии в составе международных наблюдателей ОБСЕ вылетели в Минск, однако в аэропорту Минск-2 им было отказано во въезде в страну. Им пришлось дожидаться обратного рейса в специально предназначенной для таких случаев гостинице. По возвращении на родину они сообщили Михаилу Саакашвили, что, «находясь в заключении в минском аэропорту», они по пять раз в день пели гимн Грузии. Саакашвили, в свою очередь, сказал: «Я горжусь вашими действиями, так как ни один из вас, несмотря на давление, не сломался … силы, которые вас задержали, борются с нами на нашей территории». Он также пообещал наградить депутатов медалями.
Комментируя этот инцидент, министр иностранных дел Беларуси Сергей Мартынов заявил, что «задержанные в аэропорту Минска граждане Грузии не являлись наблюдателями». «Наблюдателями, согласно белорусскому законодательству, могут быть лишь лица, получившие соответствующую аккредитацию».

## Предварительное голосование
С 14 марта тем гражданам Беларуси, которые по каким-либо причинам не могли находиться по месту жительства в день голосования, была предоставлена возможность досрочно проголосовать. Для этого им необходимо было явиться на избирательный участок, имея при себе паспорт или другой удостоверяющий личность документ. Кандидаты от оппозиции указывали на то, что досрочное голосование, проводимое в отсутствие каких-либо наблюдателей, предоставляет властям широкие возможности для фальсификации результатов.
В ряде белорусских Интернет-ресурсов начала появляться информация, что, несмотря на то, что в Избирательном кодексе страны провозглашается свобода выбора (включающая в себя право вообще отказаться от голосования), по всей республике были отмечены факты организации принудительного досрочного голосования категорий граждан, которые в той или иной степени зависимы от властей (например, военнослужащие срочной службы и студенты, проживающие в общежитиях). За отказ принять участие в досрочном голосовании применялись репрессивные меры. Высказался против досрочного голосования и Александр Милинкевич, называя досрочное голосование «кражей голосов белорусов», а позже, 15 марта, призвал граждан не принимать в нём участия, «если в этом нет острой необходимости».
В заявлении Александра Козулина и Александра Милинкевича от 17 марта одна из причин требования экстренного созыва обеих Палат Национального собрания было «усиление массовых репрессий с началом досрочного голосования».
Министерство обороны заявило, что обвинения в их сторону, касающиеся голосования, не имея аргументированной основы, является провокацией.
Александр Лукашенко назвал претензии относительно досрочного голосования абсурдными и безосновательными, отмечая, что данный вид голосования, во-первых, используется в США и Германии, во-вторых, за выборами наблюдало «более 1 тыс. 200 международных, свыше 30 тыс. внутренних наблюдателей и более 1 тыс. журналистов».
Вадим Попов, глава Постоянной комиссии Палаты представителей по международным делам и связям с СНГ, а также Иржи Машталка, депутат Европарламента от Чешской Республики, подвергли критике действия представителей ПА ОБСЕ за заранее подготовленные негативные материалы, касающиеся белорусских выборов.
В досрочном голосовании (с 14 по 18 марта) приняло участие 22,5 % избирателей (по данным ЦИК — 31 %). Как заявил секретарь ЦИК Николай Лозовик, высокая явка — это «реакция нормальных людей, серьёзных, не ищущих приключений благоразумных граждан — прийти и проголосовать пораньше, чтобы не сталкиваться с беспорядками».

## День голосования и акции протеста

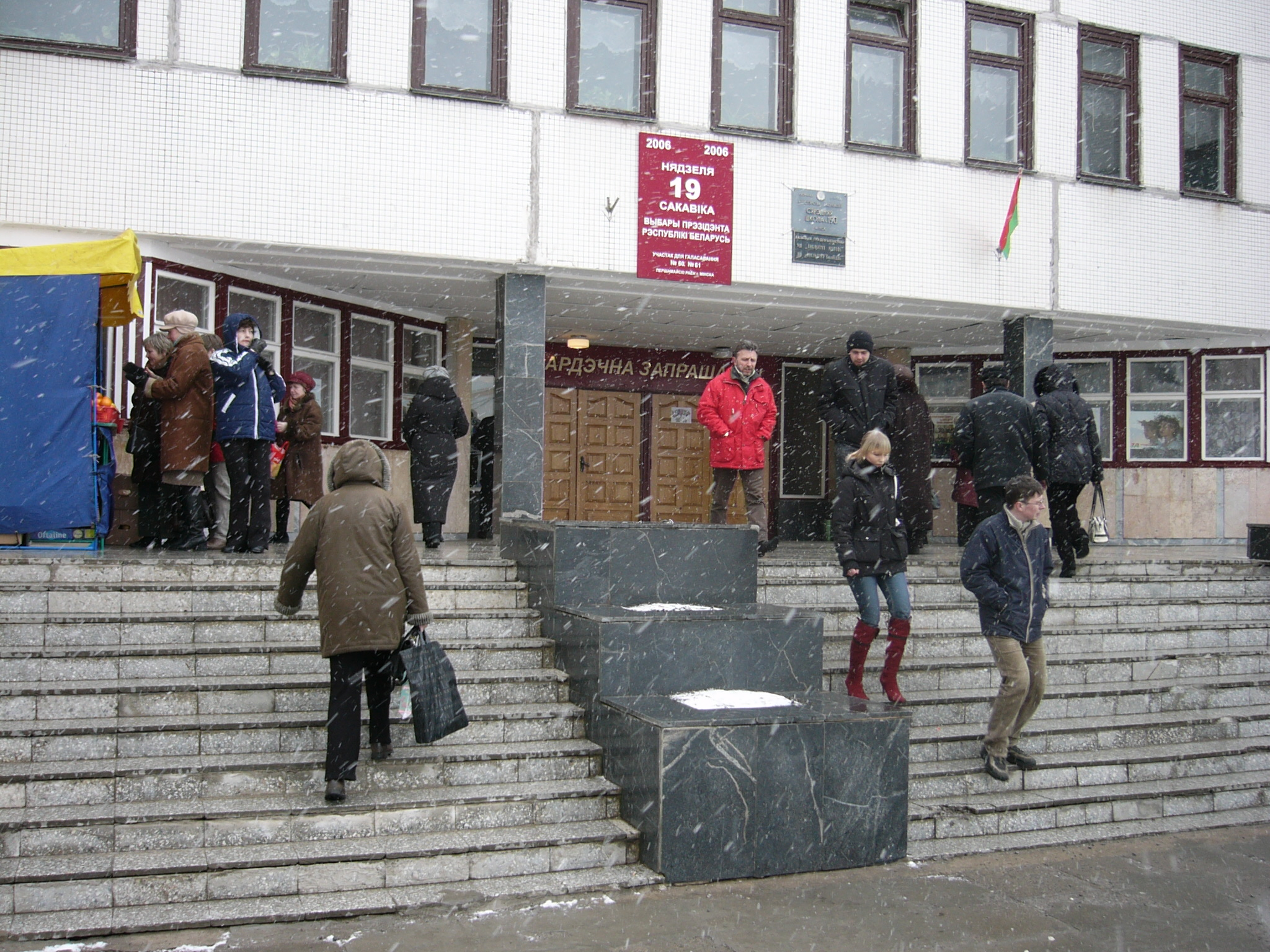
Участок для голосования в одном из микрорайонов Минска

Основная статья: Васильковая революция
Всего было организовано 6 585 участков для голосования, в том числе 41 — за рубежом. В списки избирателей было внесено около 7 миллионов 20 тысяч человек.
По данным экзит-полла, проведённого социологической службой ЭКООМ, лидировал Александр Лукашенко — 82,1 %, на втором месте — Сергей Гайдукевич (4,9 %), у Александра Милинкевича — 4,4 %, у Александра Козулина — 2,5 %. Против всех проголосовало 6,1 % из числа опрошенных. Представители оппозиции выразили недоверие этим результатам. Руководитель пресс-службы избирательного штаба Александра Миленкевича Сергей Возняк сообщил, что, «по данным российского центра Юрия Левады, за Александра Лукашенко отдали свои голоса около 47 % опрошенных, за Милинкевича — около 25 %».
Начальник управления общественной безопасности и милиции специального назначения МВД Беларуси Леонид Фармагей сообщил, что представители российского центра Юрия Левады вообще не проводили экзит-поллов на территории республики, поскольку это было разрешено делать лишь аккредитованным организациям — аналитическому центру «ЭКООМ» и социологической службе Комитета международных молодёжных организаций.
На пресс-конференции в 21:00 председатель ЦИК Лидия Ермошина представила результаты голосования на закрытых избирательных участках (в воинских частях и больницах). По её данным, за Александра Лукашенко здесь проголосовало 92,2 %, за Александра Милинкевича — 2,9 %, за Александра Козулина — 1,2 %, за Сергея Гайдукевича — 1 %.

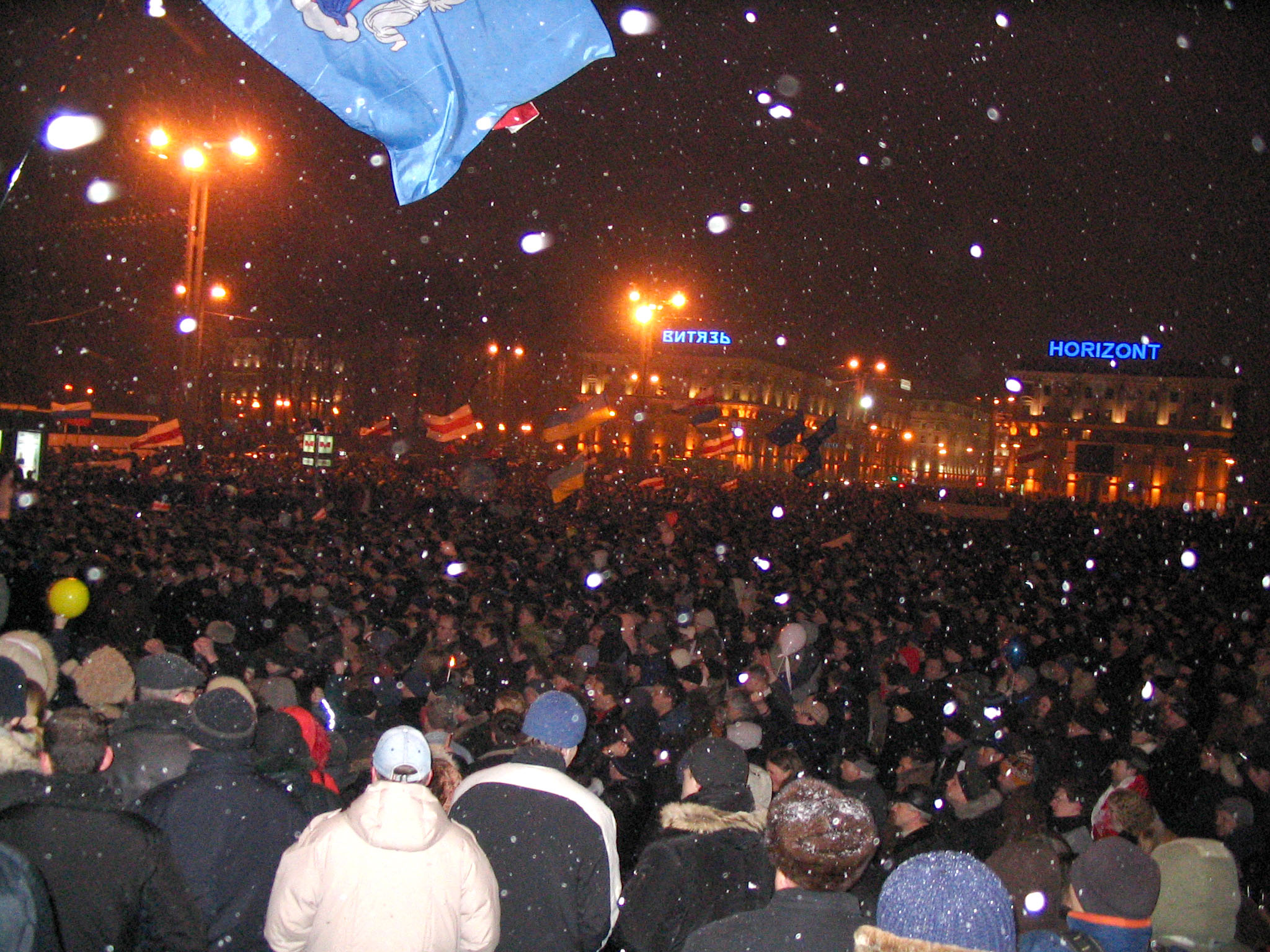
Митинг оппозиции в Беларуси 19 марта 2006 года

Вечером возле Дворца Республики на Октябрьской площади в центре Минска начали собираться сторонники Александра Милинкевича и Александра Козулина. Многие близлежащие магазины и рестораны закрылись.
По данным милиции, в несанкционированном митинге на Октябрьской площади приняли участие от пяти до восьми тысяч человек, по другим данным собралось около 30 тысяч участников.
К 21:00 к митингующим на площади присоединились Александр Милинкевич и Александр Козулин.
На площади Козулин обратился к собравшимся: «Не расходитесь, пожалуйста, мы подождём итогов выборов, и если Лукашенко по ним победил, будем требовать пересчёта голосов». Он призывал митингующих не поддаваться на провокации. «Даже последний снег, который шёл, шёл не сам по себе». «Власти очень хотят, чтобы что-нибудь произошло». «Люди, вы свободны! Вы больше ничего не боитесь. В Беларуси на самом деле произошла революция. Больше никто никогда не заставит нас стать на колени. Мы — свободные люди!». Козулин призвал всех помолиться, и сам стал читать «Отче наш». «Мы за свободу. Власть и Лукашенко надо отправить в отпуск. Беларуси надо избавиться от лукавого».
На площади были замечены национальные флаги Украины, России.
В 22:45 выступил Александр Козулин и сообщил, что, посоветовавшись с Александром Милинкевичем, они решили пойти на Площадь Победы, чтобы возложить цветы, после чего завершить митинг. Он также призвал своих сторонников собраться на следующий день, 20 марта, в 18:30 в центре Минска.
В ночь на 20 марта были обнародованы результаты предварительного подсчёта 100 % бюллетеней: явка на голосование составила 92,6 % (6 614 998 граждан), Александра Лукашенко поддержали 82,97 % избирателей (примерно 5 501 249 граждан), Александра Милинкевича — 6,12 % (405 486 граждан), Сергея Гайдукевича — 3,48 % (230 664 граждан), Александра Козулина — 2,23 % (147 402 граждан).
Александр Милинкевич и Александр Козулин отказались признать итоги голосования.
На следующий день, 20 марта, на пресс-конференции во Дворце Республики Александр Лукашенко обвинил Александра Козулина и Александра Милинкевича в антинародности и неуважении к белорусскому народу. Он сказал: «Президентские выборы завершены. Но сегодня хочу откровенно сказать об особенности нынешней кампании. Такого беспрецедентного внешнего давления и агрессивного антинародного поведения так называемой оппозиции новейшая история Беларуси ещё не знала. В этом я вижу высшую степень неуважения к собственному народу, к его праву на самостоятельный выбор».
Глава Центризбиркома Беларуси, выступая на пресс-конференции в ночь на 20 марта, отметила, что большинство зарубежных наблюдателей выразили удовлетворение ходом избирательной кампании. Так, по её словам, «миссия наблюдателей от СНГ, кроме мелких недостатков, не заметила нарушений, которые могли бы повлиять на итоги выборов». От миссии Бюро по демократическим институтам и правам человека ОБСЕ «мы ничего не получали», сказала Лидия Ермошина. Однако, сославшись на свой разговор с главой миссии ОБСЕ в Беларуси Гердом Аренсом, Ермошина сообщила, что «заключение наблюдателей ОБСЕ будет не просто плохим, а очень плохим». Она выразила удивление, что Аренс высказал своё мнение ещё до получения данных от всех наблюдателей: «Это говорит о полнейшей предвзятости, это политическое заявление».
Сам же Лукашенко по его собственным словам проголосовал на выборах за Гайдукевича.
Оппозиция не признала результаты выборов и 20 марта организовала палаточный городок на Октябрьской площади, там протестующие потребовали повторных выборов, но уже в ночь на 24 марта палаточный лагерь разогнала милиция. По официальным данным было арестовано более 500 человек.25 марта оппозиция организовала акцию протеста, но она была жестоко разогнана сотрудниками правоохранительных органов.

## Официальные результаты выборов
- Жирным выделен кандидат, одержавший победу;
- Жирным курсивом выделен кандидат, занявший 2-е место.

| Регион              | С. Гайдукевич | А. Козулин | А. Лукашенко | А. Милинкевич |
| ------------------- | ------------- | ---------- | ------------ | ------------- |
| Брестская область   | 1,90 %        | 2,12 %     | 82,60 %      | 6,34 %        |
| Витебская область   | 5,32 %        | 2,18 %     | 83,06 %      | 4,47 %        |
| Гомельская область  | 3,29 %        | 1,12 %     | 90,33 %      | 3,49 %        |
| Гродненская область | 2,13 %        | 1,87 %     | 83,80 %      | 6,36 %        |
| Минская область     | 1,89 %        | 2,45 %     | 83,48 %      | 7,31 %        |
| Могилёвская область | 4,89 %        | 1,65 %     | 88,50 %      | 3,98 %        |
| Город Минск         | 5,07 %        | 3,93 %     | 70,79 %      | 10,10 %       |
| Всего по стране     | 3,48 %        | 2,23 %     | 82,97 %      | 6,12 %        |

Явка по официальным данным составила 92,6 % избирателей, причём наименьшей она была в Минске (85,1 %), а наибольшей в Гомельской области (95,6 %).
Александр Лукашенко признался перед иностранными журналистами, что результаты выборов были сфальцифицированы в пользу оппозиционных кандидатов для получения «примерно европейского показателя».

### По Республике
| Кандидат                 | Кандидат                 | Субъект выдвижения                | Голосов   | %     |
| ------------------------ | ------------------------ | --------------------------------- | --------- | ----- |
|                          | Александр Лукашенко      | самовыдвижение                    | 5 501 249 | 82,97 |
|                          | Александр Милинкевич     | Объединённые демократические силы | 405 486   | 6,12  |
|                          | Сергей Гайдукевич        | Либерально-демократическая партия | 230 664   | 3,48  |
|                          | Александр Козулин        | БСДП(Г)                           | 147 402   | 2,23  |
| Против всех              | Против всех              | Против всех                       | 230 320   | 3,48  |
| Недействительных голосов | Недействительных голосов | Недействительных голосов          | 115 532   | 1,75  |
| Всего                    | Всего                    | Всего                             | 6 630 653 | 100   |
| Источник: ЦИК            |                          |                                   |           |       |

## Комментарии

### Реакция ЕС, ОБСЕ, Совета Европы, США и Литвы
7 февраля в интервью радиостанции «Голос Америки» заместитель руководителя делегации Европарламента по связям с Беларусью, депутат от Латвии Алдис Кушкис заявил, что в случае нарушения прав человека в ходе предстоящих президентских выборов Европа и Америка «готовы к самым активным мерам, вплоть до исключения Беларуси из ОБСЕ и предъявления обвинений Лукашенко в судебном порядке». Он сообщил о шагах, которые намерены предпринять ЕС и США: «Часть этих предложений предусматривает, например, совместную встречу по белорусскому вопросу в Европе до выборов, с объединённой резолюцией со стороны Хельсинкской комиссии Конгресса и делегации Европейского парламента. Этот документ может стать основой для резолюции в Европейском парламенте и для резолюции в Конгрессе США. Во время выборов мы — те, кто будет участвовать как наблюдатели от ОБСЕ, — будем вести очень активную и целенаправленную работу как наблюдатели и готовимся к разным возможным сценариям после выборов. Потому что эта работа требует некоторого времени, и, может быть, лучше начинать эту работу уже сейчас, для того, чтобы реагировать на то, что происходит в Беларуси, не через два-три месяца, а на другой день после того, как кончатся выборы».
2 марта представитель госдепартамента США Дэвид Крамер заявил, что администрация Белого дома решительно осуждает задержание кандидата в президенты Александра Козулина. «Мы предупредили их, что если инциденты, подобные сегодняшнему, повторятся, то последствия с нашей стороны не заставят себя ждать. Мы очень внимательно следим за теми, кто пытается спровоцировать насилие или фальсифицировать результаты выборов».
В ответ Козулин направил благодарственное письмо госсекретарю США Кондолизе Райс. «От себя лично и от имени моих соратников выражаю Вам искреннюю благодарность за поддержку права моего народа на свободу и демократическое волеизъявление. Я сердечно признателен Вам за принципиальную позицию в отношении процессов, происходящих в Беларуси, и за Ваши усилия по отстаиванию и развитию демократии в нашей стране. Уверен, что благодаря Вашему оперативному и влиятельному голосу 2 марта были предотвращены массовые репрессии».
8 марта Палата представителей Конгресса США приняла резолюцию, в которой призвала белорусское правительство провести «свободные и справедливые выборы 19 марта». Конгрессмены обратились к международному сообществу в лице Совета Европы, ОБСЕ, Парламентской ассамблеи ОБСЕ «продолжить поддержку демократизации Беларуси». Они призвали Литву и другие балтийские государства продолжить содействие негосударственным и иным белорусским организациям, «участвующим в продвижении демократии и честных выборов в республике».
9 марта заместитель госсекретаря США по странам Европы и Евразии Дэниэл Фрид заявил, что США считают Беларусь «последним форпостом тирании» в Европе и в связи с этим «инвестировали 12 миллионов долларов» на программы поддержки демократии в Беларуси. «Мы должны предполагать, что будут иметь место выборы с глубокими нарушениями, выборы, которые, возможно, не заслуживают так называться», — сказал Фрид.
14 марта официальный представитель госдепартамента США Том Кейси заявил, что администрация президента США предупредила власти Беларуси о готовности применить к ним «ограничительные меры» в случае несоответствия президентских выборов международным стандартам. «США вновь призывают белорусское правительство прекратить репрессии в отношении политических кампаний и групп гражданского общества и уважать права белорусских граждан» По словам Кейси, Вашингтон присоединяется к ЕС в готовности «предпринять дальнейшие ограничительные меры в отношении виновных лиц, если выборы не будут проведены в соответствии с международными обязательствами Беларуси и её обязательствами перед ОБСЕ».
16 марта в газете «Файнэншл Таймс» появилась статья о «Стратегии национальной безопасности» (National Security Strategy), подготовленной Белым домом. В этом документе Александр Лукашенко ставится в один ряд с «деспотическими» правителями Ирана (Махмуд Ахмадинежад), Северной Кореи (Ким Чен Ир), Кубы (Фидель Кастро) и т. д. В связи с этим «США оставляет за собой право адекватно реагировать на нарушения прав человека в Беларуси». В документе также отмечается, что Соединёнными Штатами будут приняты «все необходимые меры», чтобы защитить себя от «внешних угроз».
Генеральный секретарь Совета Европы Терри Дэвис подверг выборы жёсткой критике, назвав их фарсом.
Миссия ОБСЕ 20 марта опубликовала заявление, в котором расценила выборы как не соответствующие стандартам этой организации.
Центризбирком Беларуси сообщил, что «Краткосрочные наблюдатели, включенные в состав миссии ОБСЕ от Российской Федерации, также не согласились с выводами миссии ОБСЕ и на основе собственного мониторинга объявили сделанные выводы несоответствующими результатам наблюдения, ими было также заявлено, что до начала наблюдения они получили инструкции, направленные на специальный поиск только негативных моментов. Данное заявление послужило основанием для расправы в виде лишения полномочий наблюдателя от ОБСЕ г-на Величкина».
23 марта парламент Литвы принял резолюцию, в которой недавно прошедшие президентские выборы в Беларуси были названы «нелегитимными и несоответствующими международным стандартам свободных и демократических выборов».

### Реакция России, СНГ и КНР
27 февраля на заседании совместной коллегии министерств иностранных дел Беларуси и России глава МИД РФ Сергей Лавров сказал, что «Россия выступает категорически против внешнего давления на Беларусь». «Мы против того, чтобы оказывалось давление, против попыток осуществлять смену власти. С этой позиции мы подходим и к выборам в Беларуси». Сергей Лавров отметил, что «все страны разные, у всех есть своя история, свои традиции». Демократический процесс в каждой стране осуществляется с учётом этих обстоятельств, подчеркнул он.
2 марта на третьем Всебелорусском народном собрании председатель Государственной Думы Федерального Собрания России Борис Грызлов отметил: «Беларусь развивается в правильном направлении, и надеюсь, что это направление останется и после президентских выборов». Также он выразил уверенность в реальности раскрытого накануне белорусским КГБ сценария силового захвата власти.
7 марта в Минске прошло очередное заседание Совета Министров Союзного государства, на котором присутствовал премьер-министр России Михаил Фрадков. В ходе встречи он выразил уверенность, что выбор белорусского народа будет сориентирован на укрепление государства и повышение эффективности сотрудничества между Беларусью и Россией.
Посол России в Беларуси Александр Суриков назвал уровень демократии в стране «нормальным», обвиняя западное общество в том, что оно обращает меньше внимания на менее демократичные, но более от него зависимые страны.
13 марта Смоленский полиграфический комбинат расторг договор с белорусскими независимыми изданиями «Народная воля», «Товарищ» и «Деловая газета», которые печатали программы Александра Милинкевича и Александра Козулина. Официальная причина — отсутствие свободных мощностей и недостаток оборотных средств.
20 марта миссия международных наблюдателей от СНГ сделала заявление по результатам прошедших выборов. В нём говорится, что выборы были свободными и прозрачными, а также отмечается факт «кампании беспрецедентного внешнего давления» на страну.
В тот же день миссия китайских наблюдателей издала отчёт, в котором назвала выборы «прозрачными и справедливыми, без нарушений».